# Galette de sarrasin
Pour les articles homonymes, voir galette.
Ne doit pas être confondu avec crêpe de blé noir.
La galette de sarrasin est une crèpe salée à base de farine de sarrasin.
Cet article recense plusieurs types de galettes de sarrasin.

## En France

### Auvergne

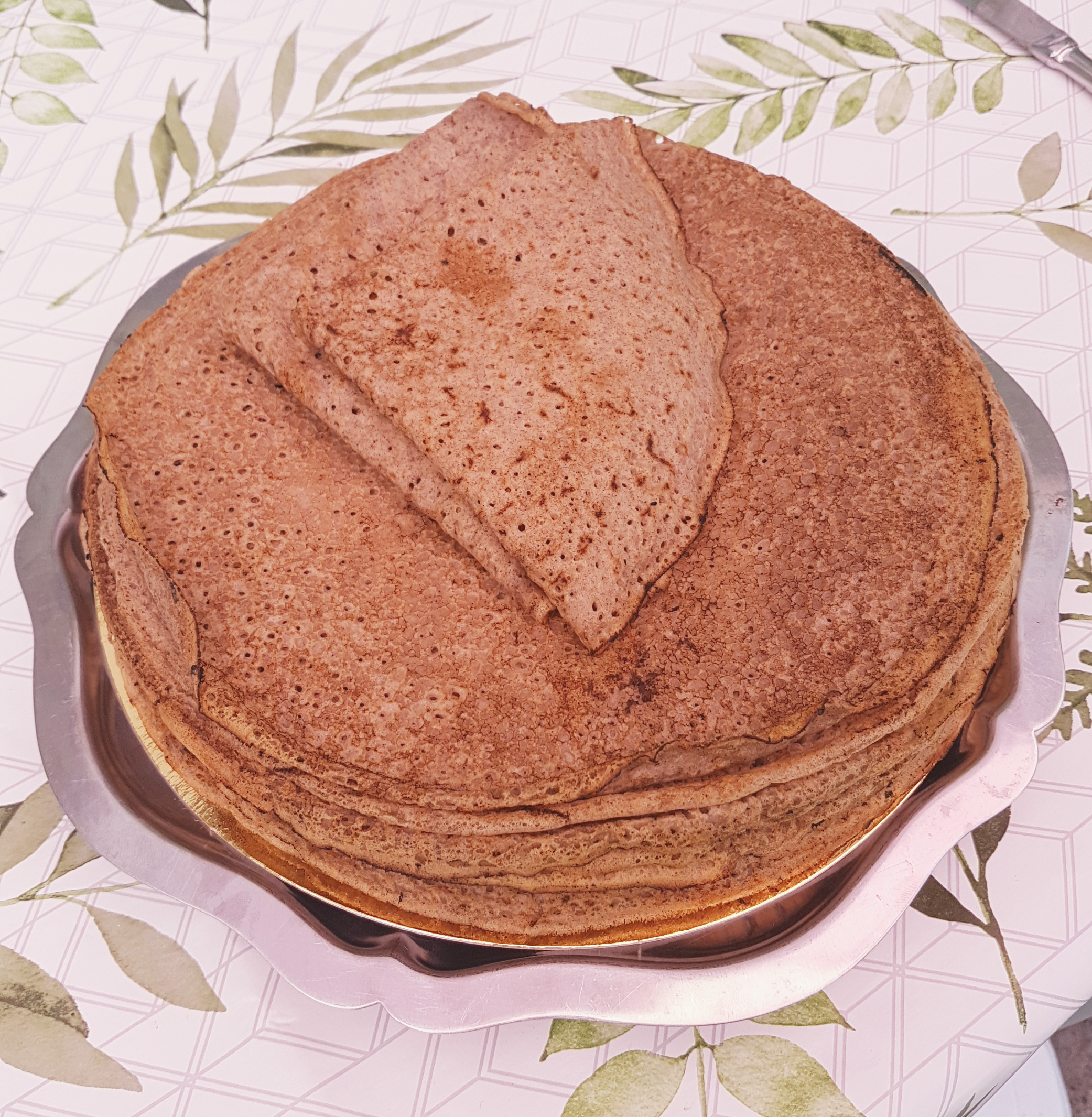
Une pile de bourriols natures.

Le bourriol est une crêpe de blé noir très ancienne. Il est appelé « pompe » dans le nord du Cantal (Riom-ès-Montagnes, Condat-en-Féniers).
Le tourtou est une crêpe de sarrasin et de froment.

### Bretagne

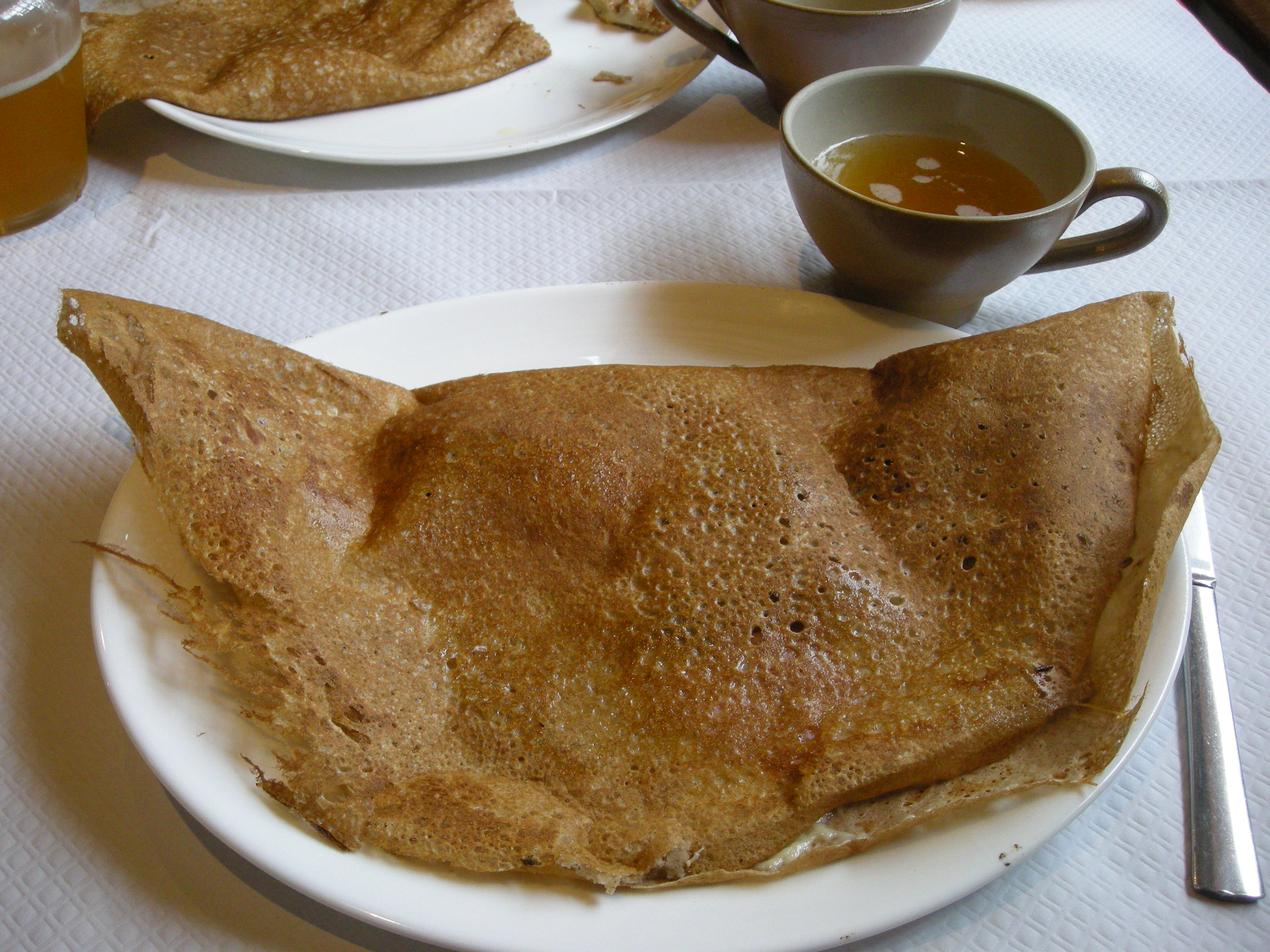
Galette complète et moque de cidre brut.

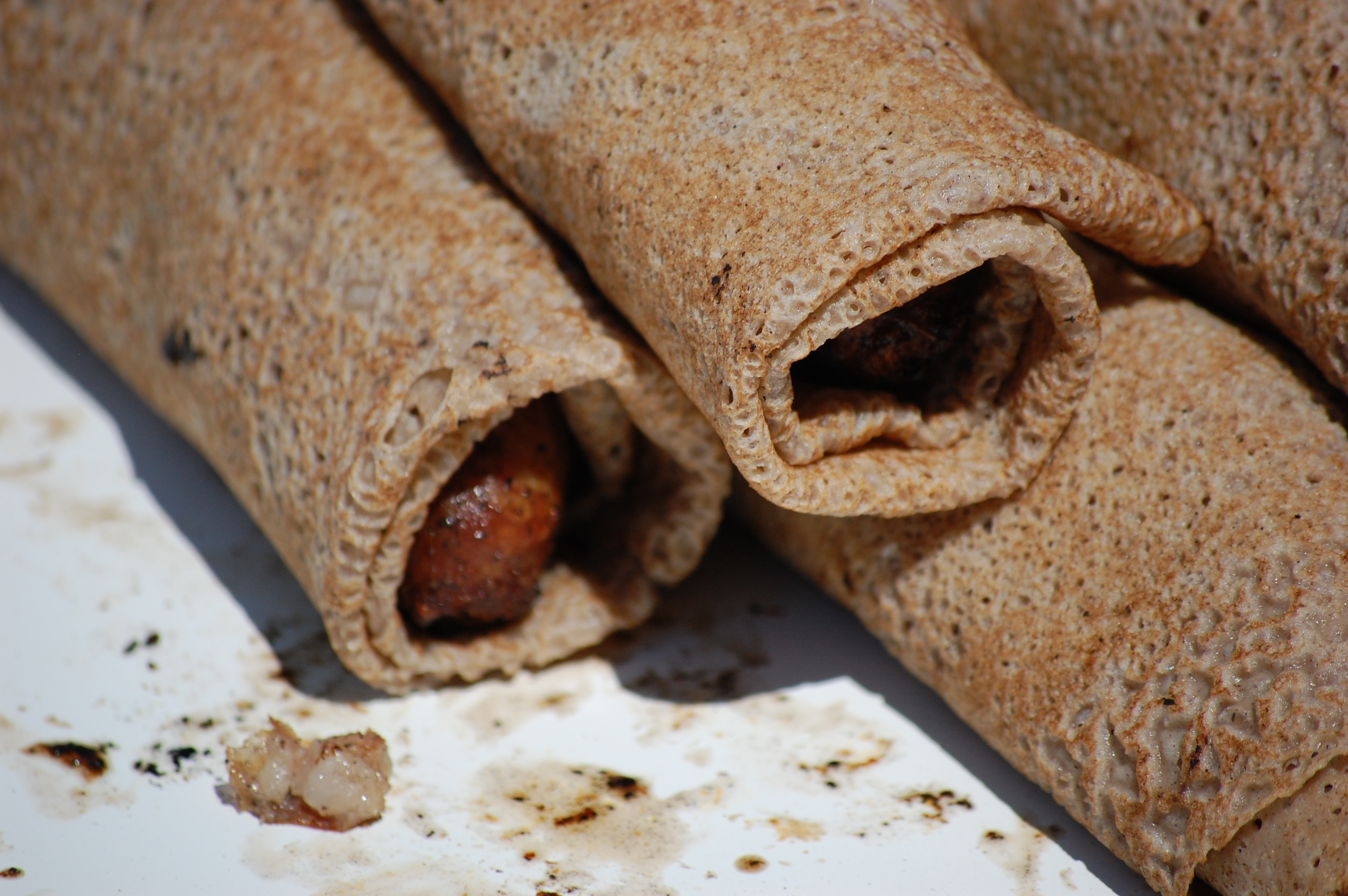
Galette-saucisse.

La galette de sarrasin de Haute-Bretagne est un aliment composant de nombreuses recettes cuisinées tant en crêperie qu'à la maison. La galette complète et la galette-saucisse sont deux spécialités de garnissage de galettes.
La galette de sarrasin est fréquemment confondue avec la crêpe bretonne, un terme qui regroupe plusieurs types de crêpes (salées ou sucrées, à base de froment ou de sarrasin). La crêpe de sarrasin de Basse-Bretagne ressemble à la galette de sarrasin de Haute-Bretagne, mais relève d'une recette un peu différente.

### Limousin
On y retrouve le tourtou ou "galetou", mais aussi la pompe, en Corrèze notamment.

### Normandie
La galette de sarrasin est aussi confectionnée en Basse-Normandie en particulier dans le bocage normand (Cotentin, Avranchin, Mortenais, Domfrontais, Bocage Virois et une partie du Bessin). La tuile utilisée pour faire les galettes de sarrasin est une poêle en fonte ou en airain utilisée uniquement pour cet usage. Elle possède une poignée, à la différence de la galetière bretonne[réf. souhaitée] ; la pâte est versée à l'aide d'une louche puis étalée par le tour de main de la cuisinière ou du cuisinier.
L'étymologie du terme galette est vraisemblablement normande[réf. nécessaire]. Galette est attesté au XIIIe siècle vers la même époque que le mot crêpe pour désigner une sorte de pâtisserie. Il passe pour une féminisation d'un terme galet, dérivé lui-même du mot normand gale « gâteau plat », attesté pour la première fois dans un texte de Rouen[réf. nécessaire] au XIIIe siècle.

## En Belgique
La bouquette est une crêpe de sarrasin sucrée, souvent garnie de raisins secs, de la région de Liège.

## Au Canada
La galette de sarrasin est un mets traditionnel québécois (et plus généralement canadien-français) et acadien. Elle est surtout consommée sucrée au Québec (avec de la mélasse ou du sirop d'érable par exemple), mais pas exclusivement. Certaines localités organisent des festivals de la galette, comme Louiseville ou, au Québec à Saint-Eustache, le Festival de la galette et des saveurs du terroir. La ploye du Nouveau-Brunswick y est très répandue, également, dans les régions francophones.

## En Corée

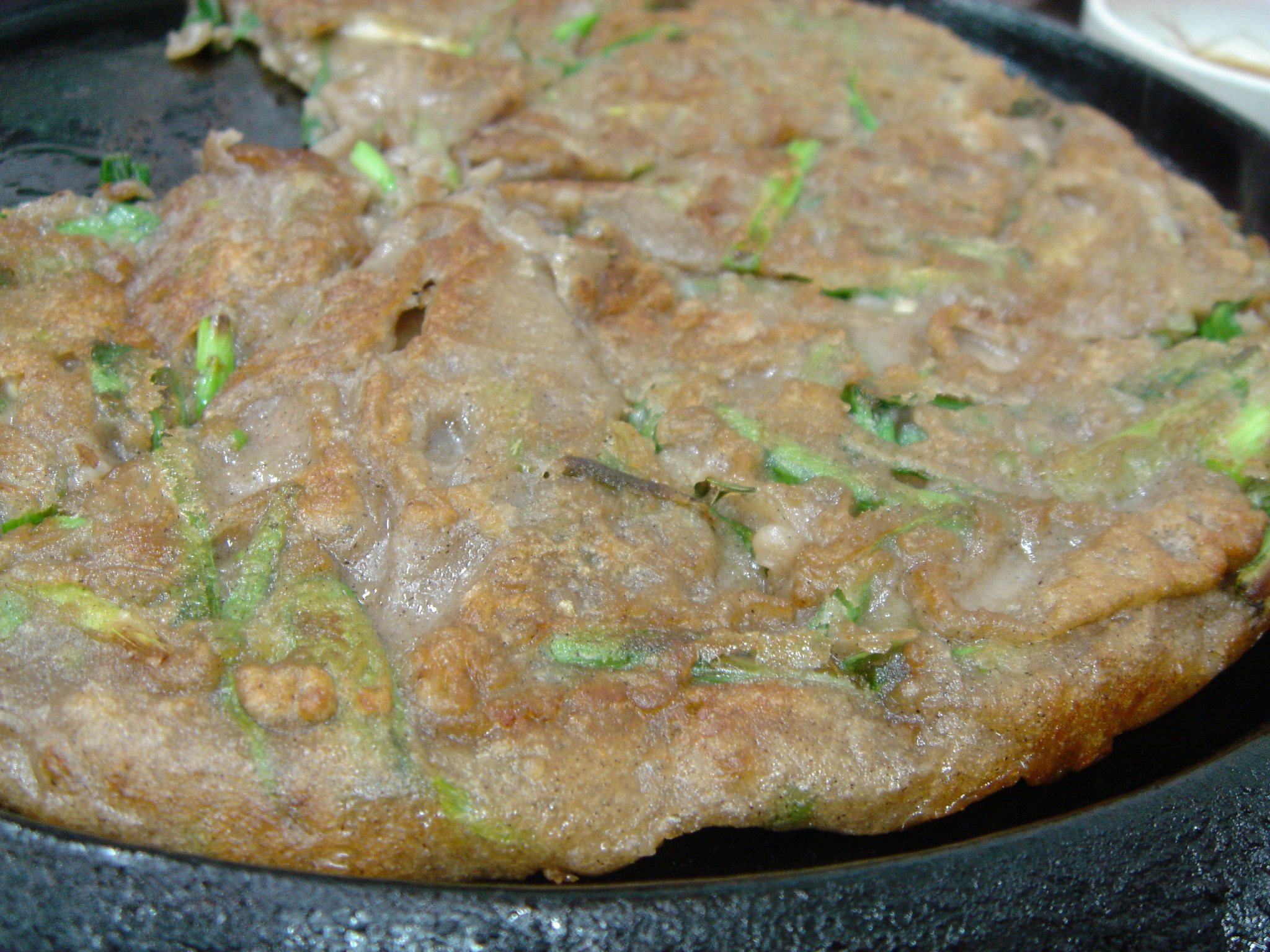
Memilbuchimgae.

Le Memil-buchimgae (메밀부침개), plat traditionnel du Gangwon, est une crêpe de sarrasin, souvent fourrée.

## En Ukraine
Les blinis y sont aussi parfois confectionnés à partir de sarrasin.